# Schloss Gutenbrunn (Herzogenburg)
Das Schloss Gutenbrunn steht in der Ortschaft Gutenbrunn in der Stadtgemeinde Herzogenburg im Bezirk Sankt Pölten-Land in Niederösterreich.
Es ist nicht mit dem im nahegelegenen Ortsteil Heiligenkreuz gelegenen barocken Schloss Heiligenkreuz zu verwechseln.

## Geschichte
Das Schloss war im Anfang des 17. Jahrhunderts im Besitz des Protestanten Georg Andre von Hofkirchen und ging um 1620 an Graf Karl Gilbert von Saint-Hilaire (Inschrift an der Terrassenmauer 1619) und gehörte ab 1709 den Edlen von Tepsern.

## Architektur
Das Schloss steht westlich der Ortsstraße in einem weitläufig mit Mauern und Zäunen abgegrenzten Gelände.
Das schlichte zweigeschoßige Schloss mit einem im Süden einachsigen Quertrakt entstand im Anfang des 17. Jahrhunderts, nordseitig befindet sich der Anbau eines zweigeschoßigen niedrigeren Wirtschaftstrakt. Die Fassade tragen Quaderbemalung, ostseitig eine Wandmalerei mit Fragmenten von korinthischen Säulen. Das Traufgesims zeigt Stuckdekor aus der zweiten Viertel des 18. Jahrhunderts. Am Quertrakt sind zwei Schießscharten erhalten.
Im Schlossinneren gibt es eine Kapelle unter einem Stichkappentonnengewölbe.